# İslambək Dadov
İslambək Dadov (20 gennaio 1997) è un lottatore azero, specializzato nella lotta greco-romana.

## Biografia
Si è messo in mostra ai Giochi olimpici giovanili di Nanchino 2014, in cui ha vinto la medaglia d'argento nel torneo dei 67 kg.
Alla Coppa del mondo individuale di Belgrado, competizione che ha preso il posto dei mondiali, annullati a causa dell'insorgere emergenza sanitaria, conseguenza della pandemia di COVID-19, ha conquistato la medaglia di bronzo.
Agli Europei di Roma 2020 si è classificato 15º.

## Palmarès
Giochi olimpici giovanili
Nanchino 2014: argento nei 67 kg;
- Mondiali junior

Macôn 2016: bronzo nei 66 kg;
- Mondiali cadetti

Snina 2014: bronzo nei 69 kg;
- Europei cadetti

Samokov 2014: oro nei 69 kg;

## Altre competizioni internazionali
2020
- Argento nei -67 kg nella Coppa del mondo individuale ( Belgrado)